# Réserve naturelle nationale de la forêt domaniale de Cerisy
La réserve naturelle nationale de la forêt domaniale de Cerisy (RNN28) est une réserve naturelle nationale située en Normandie. Classée en 1976, elle occupe une surface de 2 124 hectares autour de la forêt de Cerisy et vise à protéger une sous-espèce endémique du carabe à reflet cuivré : le carabe doré à reflet cuivré (Chrysocarabus auronitens cupreonitens), protégé au niveau national.

## Localisation

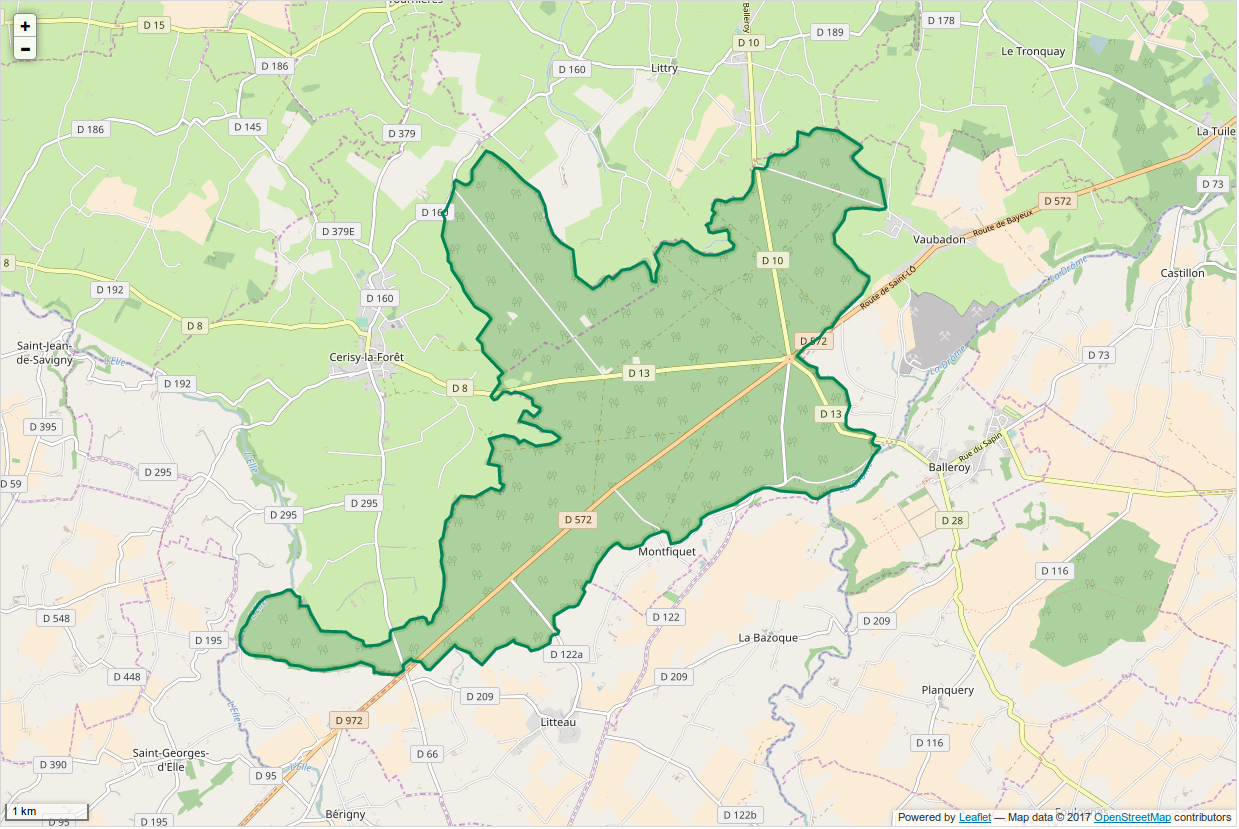
Périmètre de la réserve naturelle.

Le territoire de la réserve naturelle couvre les départements du Calvados et de la Manche, majoritairement sur la commune de Montfiquet avec une petite partie sur la commune de Cerisy-la-Forêt. Il englobe complètement la forêt de Cerisy.

## Histoire du site et de la réserve
Dans les années 1970, la loi sur la protection de la nature n'existe pas encore (10 juillet 1976) et il existe peu d'outils adaptés à la protection de milieux abritant une sous-espèce endémique. L'outil réserve naturelle a paru le plus adapté juridiquement. Aujourd'hui, un simple Arrêté préfectoral de protection de biotope suffirait. L'arrêté de création protège toutes les espèces de carabes.

## Écologie (biodiversité, intérêt écopaysager…)

### Géologie
La forêt occupe un vaste plateau de schiste du Protérozoïque recouvert de terre argileuse.

### Flore
La forêt de Cerisy est composée à 75 % de hêtre, 12 % de chêne et 3 % de pin sylvestre. On trouve aussi de nombreuses autres espèces d'arbres (bouleau, châtaignier, aulne glutineux...), des arbustes (houx, fragon (protégé en forêt de Cerisy), noisetier...) et de nombreuses fleurs : l'euphorbe des bois, la digitale pourpre, l’anémone des bois sylvie, la petite pyrole. On compte 176 espèces végétales sur le site.

### Faune

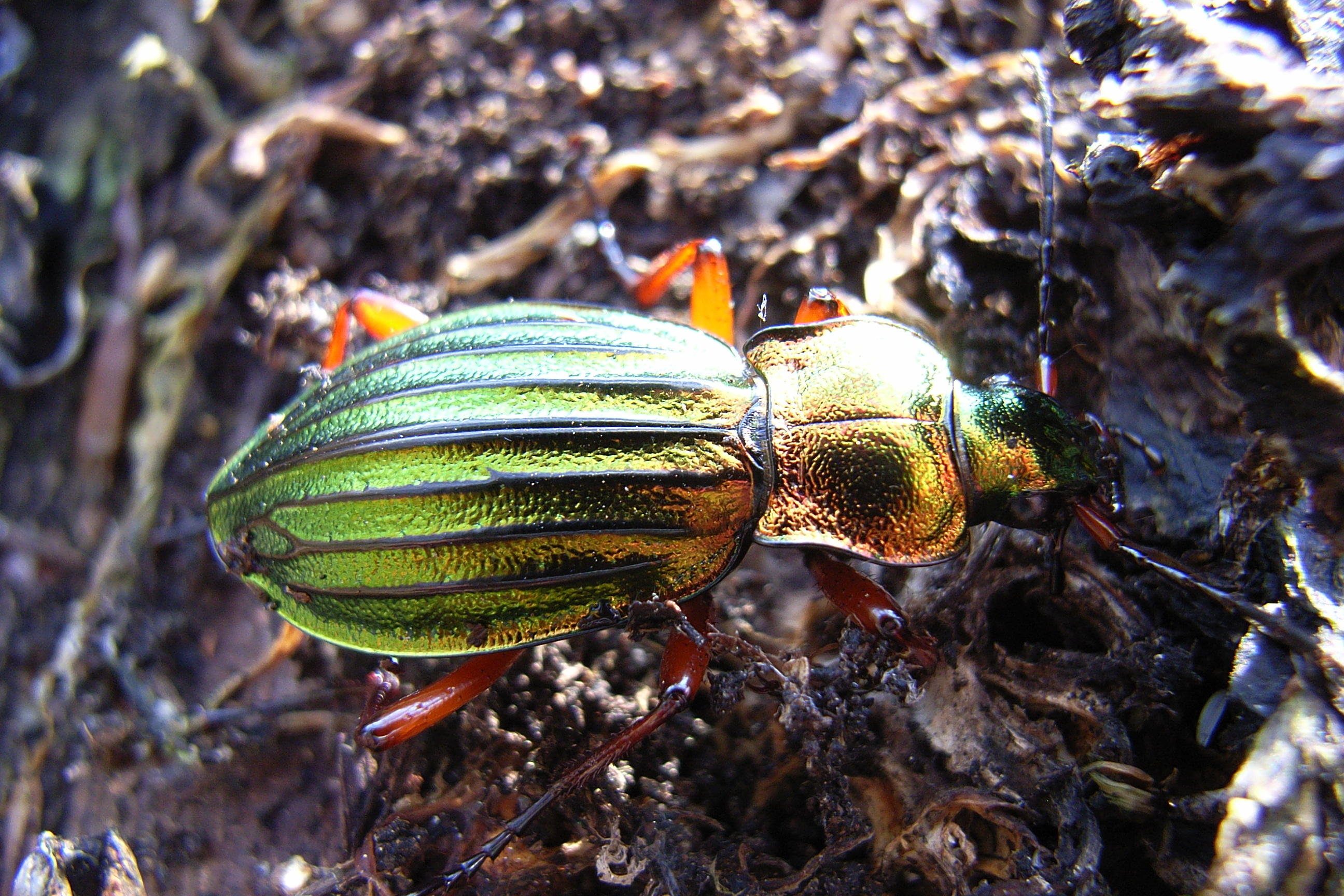
Carabe doré

L'avifaune de la forêt de Cerisy est diverse et variée. On peut y apercevoir notamment le Pic noir et le Pic mar, le Hibou moyen-duc, le Loriot d'Europe et beaucoup d'autres espèces, ce qui en fait un espace agréable pour les ornithologues avertis ou non.
Les insectes sont aussi une grande richesse de cette forêt et notamment le longicorne bifascié (Rhagium bifasciatum ecoffetti ) et le carabe doré à reflet cuivré (Chrysocarabus auronitens ssp cupreonitens) endémique de la forêt, dont la présence constitue l'une des raisons ayant contribué au classement en réserve naturelle. Il se reconnaît à sa teinte bronzée sombre uniforme et à ses reflets verdâtres. Il y a également de remarquables papillons comme le Petit mars changeant, le Grand sylvain ou la Lichénée bleue.
Pour les amphibiens, on peut trouver le Triton alpestre, le Triton palmé, la Grenouille agile ainsi que la Salamandre tachetée... Il y a également des reptiles comme la Vipère péliade ou le Lézard vivipare...

## Intérêt touristique et pédagogique

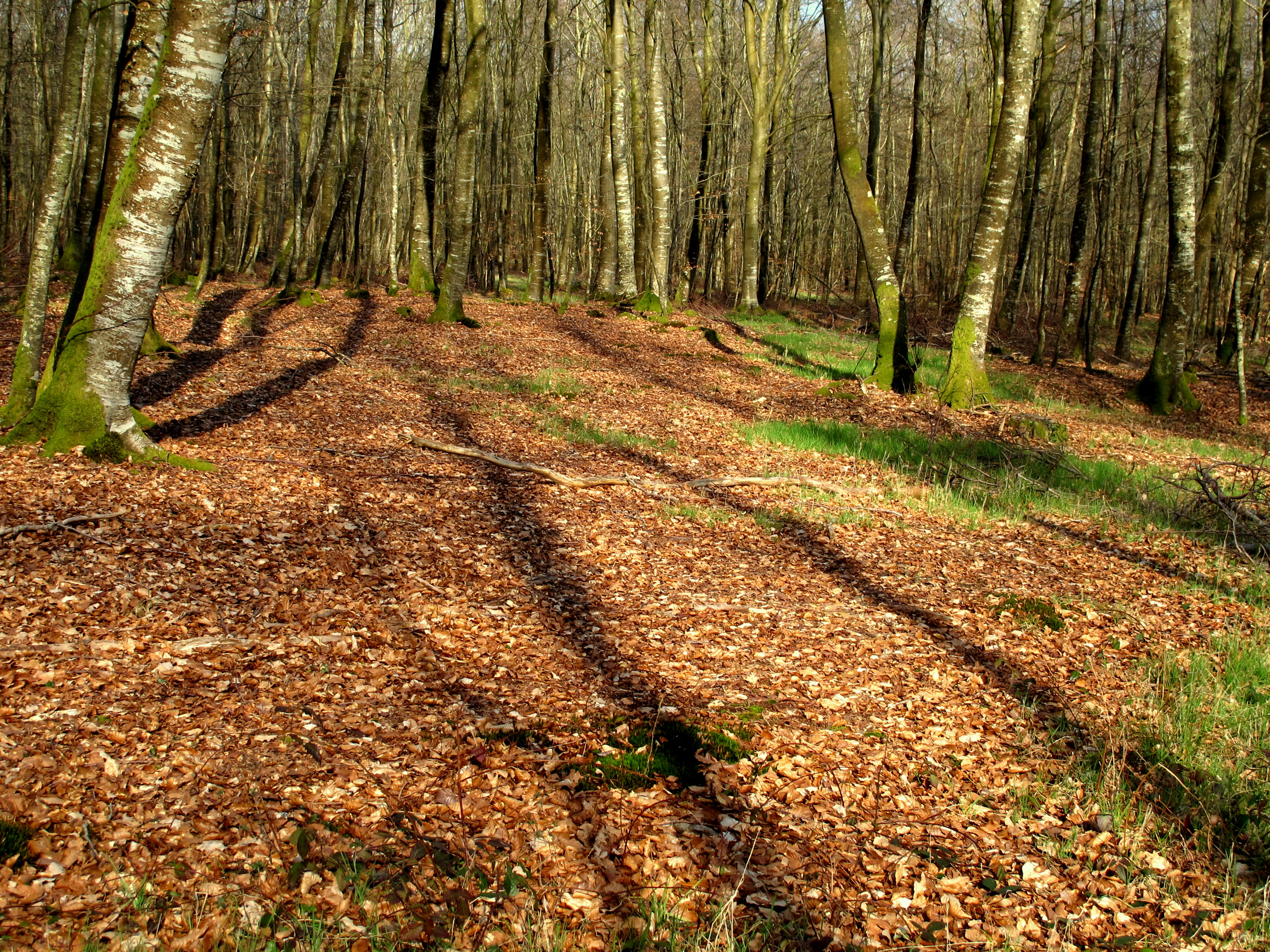
Soleil hivernal dans la forêt de Cerisy

De nombreux sentiers sont aménagés pour les promeneurs et un arboretum a été créé. L'étang du Titre est un rendez-vous des dimanches bocains.
La Maison de la forêt et du tourisme à Montfiquet présente la forêt de Cerisy, son histoire, sa faune et sa flore avec une toute nouvelle exposition (2023) ludique et pédagogique. L'équipe de la Maison de la forêt propose des animations pour groupes et individuels (sorties nature, randonnées, ateliers familles et sorties en attelage) ainsi que les scolaires.

## Administration, plan de gestion, règlement
La réserve naturelle est gérée par l'Office national des forêts (ONF)Basse Normandie.

### Outils et statut juridique
La réserve naturelle a été créée par un arrêté ministériel du 2 mars 1976.

## Statut connexe
Le site est en zone naturelle d'intérêt écologique, faunistique et floristique de type I, sous le no 250006468.